# Basso elettrico
Il basso elettrico è uno strumento musicale della famiglia dei cordofoni a pizzico amplificato elettricamente, caratterizzato dalla tessitura grave del suono, originariamente uguale a quella del contrabbasso e che comunque produce suoni al di sotto del do centrale sotto il rigo in chiave di violino. Come il contrabbasso, è uno strumento traspositore, in quanto il suono prodotto risulta una ottava più in basso rispetto alla notazione musicale della sua parte.

## Origini e sviluppo

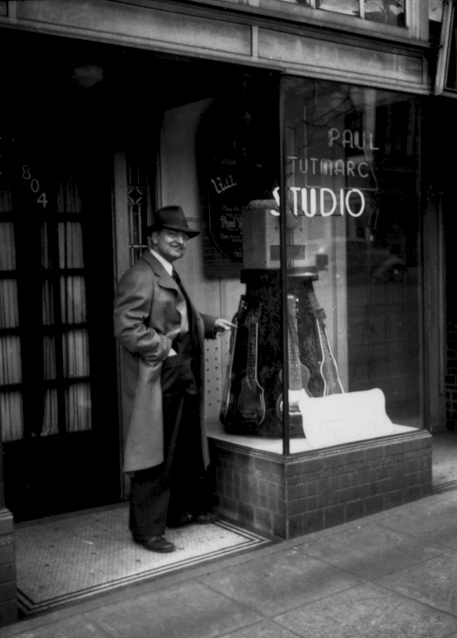
Paul Tutmarc, inventore del basso elettrico.

Il primo modello noto di basso elettrico a quattro corde con medesima accordatura del contrabbasso (dalla corda più acuta alla più grave, Sol-Re-La-Mi) è stato l'Audiovox Model 736 Bass Fiddle, costruito e messo in commercio in poche decine di esemplari a Seattle da Paul Tutmarc nel 1935, e caratterizzato da un pick-up magnetico, montato su un corpo solido, che permetteva l'amplificazione dello strumento. Il primo basso elettrico prodotto in serie fu, invece, il Fender Precision Bass, progettato da Leo Fender in California nel 1951, prendendo le mosse dalla coeva chitarra Telecaster da lui stesso progettata. Con un pick-up di tipo single coil a quattro poli e un corpo piatto e spigoloso, fu il primo basso elettrico industriale ad essere messo sul mercato e il primo dotato di una tastiera (con 21 tasti), per una maggiore precisione dell'intonazione rispetto al contrabbasso (da qui il nome commerciale "precision"), che divenne così definitivamente obsoleto per molti generi musicali. A costruire bassi elettrici in serie, nel 1956, alla Fender si aggiunse anche la Danelectro, che presentò i modelli UB-1 e UB-2 a sei corde e 24 tasti, anche se in realtà si trattava di strumenti baritoni, ossia di chitarre accordate con un'estensione equivalente ai bassi Fender. Nel 1957 Fender introdusse quindi sul Precision il pick-up humbucker "split coil", che riduceva di molto il rumore, modificando anche battipenna e paletta. Il Fender Precision diventò quindi uno standard di riferimento nell'industria della musica, tanto che è ancora oggi in produzione. Nel 1960 la Fender iniziò a produrre il Fender Jazz Bass, versione deluxe migliorata del Precision, anch'esso divenuto un'icona. L'anno successivo anche Leo Fender produsse un basso baritono a sei corde, il Fender Bass VI, inizialmente con scarso successo, così come accadde per il primo basso elettrico a cinque corde, il Fender Bass V, realizzato nel 1965 aggiungendo una quinta corda accordata in Do alto, anziché in Si grave, come poi avvenuto in seguito con ben maggiore successo. Lo strumento non subì particolari modifiche di rilievo fino al 1976, quando la Music Man introdusse sul suo StingRay un preamplificatore attivo che permette di equalizzare il suono prima di passare dall'amplificatore. Del 1979 è invece la realizzazione del primo basso elettrico headless, ossia senza paletta e con le chiavi d'accordatura al ponte, l'L2 ideato da Ned Steinberger e prodotto in serie a partire dal 1980. Il primo basso elettrico di serie a sei corde propriamente detto, ossia che aggiunge alle tradizionali corde Sol - Re - La - Mi un Si basso e un Do alto, fu invece la "Contrabass Guitar" realizzata dalla Fodera a partire dal 1984. In seguito sono stati realizzati anche bassi a sette, otto o nove corde singole (come i bassi Conklin), a corde doppie con la seconda accordata un'ottava sotto, come nella chitarra dodici corde, o ancora a dodici corde raggruppate a tre, realizzati ad esempio dalla Alembic.

## Parti dello strumento

### Corpo
Il corpo del basso elettrico è solitamente realizzato in legno pieno (solid body) e non cavo (hollow body), come invece nel caso del basso acustico con cassa armonica o del basso semiacustico, con cassa ridotta e amplificazione elettrica. La forma, la qualità del legno usato e il tipo di innesto del manico nel corpo condizionano la qualità del suono dello strumento, ma costituiscono anche un criterio di valutazione, spesso influenzato dalle tendenze del periodo. La realizzazione del corpo a strati o in un pezzo unico di legno massello influisce direttamente sulla compattezza dello strumento, e naturalmente sulla sua qualità sonora. Il corpo, infine, può anche essere verniciato con vernice coprente, o rifinito con cera o vernice satinata, per apprezzare la bellezza del legno e la cura della costruzione.

### Manico
Il manico, quasi sempre in legno d'acero, ospita la tastiera dello strumento e permette il passaggio delle corde. Di norma termina da un lato con il corpo dello strumento e dall'altro con la paletta che, per mezzo delle meccaniche, consente di porre in trazione le corde e di accordarle fino alla tensione desiderata. Esistono tuttavia bassi senza paletta, con le meccaniche d'accordatura al ponte. Il manico può essere realizzato in pezzo unico, oppure in diversi strati per aumentarne la stabilità, e può essere attaccato al corpo con sistemi differenti:
- nel sistema bolt-on, di gran lunga il più diffuso per la sua economicità e robustezza, il manico è avvitato al corpo dello strumento nel quale è stata ricavata un'apposita sede; questa lavorazione permette anche di nascondere eventuali difetti di fabbricazione, corretti con spessori di legno interposti fra manico e corpo;
- nel sistema neck-thru il manico è inserito nel corpo, o meglio, ne costituisce la parte centrale, prolungandosi fino alla fine dello strumento; questo metodo permette al manico un contatto molto efficace con il corpo, essendo a tutti gli effetti un tutt'uno con esso, a tutto vantaggio della trasmissione delle vibrazioni e dell'accessibilità alle note più alte;
- nel sistema set-in, come nel caso del bolt-on, il manico è costruito separatamente dal corpo, quasi sempre con legni differenti, ed è incollato successivamente al corpo con tecniche simili a quelle usate per le chitarre acustiche; è normalmente impiegato nella costruzione dei bassi elettrici semi-acustici a corpo cavo, meno pesanti.

### Tastiera
La tastiera del basso elettrico, come negli altri strumenti a corda, è quella superficie di legno su cui è possibile premere le corde per variare l'intonazione della nota prodotta. La tastiera del basso elettrico può ospitare i tasti oppure esserne priva (fretless).

Posizione delle note su un basso a 4 corde accordato secondo la normale accordatura.

Nel primo caso, ogni tasto definisce l'avanzamento di un semitono della nota prodotta. Il tasto è una barretta metallica inserita nella tastiera perpendicolarmente alle corde.
Nel secondo caso invece, nei bassi elettrici fretless (senza tasti), l'altezza della nota prodotta varia spostando il punto in cui la corda viene premuta sulla tastiera. Essendo prive dei tasti, e non essendo indicate solitamente le posizioni delle note, i bassi di questa categoria (cosiddetti "bassi a tastiera cieca" o "bassi ciechi") necessitano di una buona conoscenza dello strumento per emettere suoni intonati. Tuttavia alcuni bassi fretless riportano, al posto dei tasti, degli inserti in legno di tipo differente da quello della tastiera, che consentono all'esecutore di individuare visivamente la posizione della nota cercata. Le tastiere più comuni ospitano da 20 a 24 tasti o posizioni (nel fretless).
I legni più utilizzati con cui si realizzano le tastiere dei bassi elettrici sono l'ebano, estremamente duro e liscio, l'acero e il palissandro, più diffuso ma meno pregiato anche a causa della maggiore porosità del legno che a suo vantaggio offre una minore deformazione dovuta agli agenti atmosferici (variazioni di temperatura, umidità, eccetera).

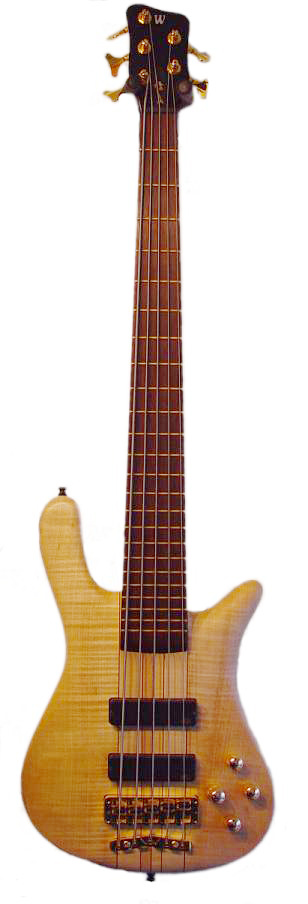
Basso elettrico Warwick a 5 corde

### Corde
Le corde del basso elettrico sono prevalentemente in acciaio, con un'anima solida, che può essere a sezione circolare o esagonale, ed un avvolgimento esterno che consente alla corda di raggiungere una massa tale da collocarla, nello spettro, all'ottava giusta. I materiali più usati sono l'acciaio o il nichel, con differenze timbriche fra le due soluzioni. In alcuni casi la corda metallica può essere rivestita in materiale sintetico. Altra importante caratteristica è il tipo di avvolgimento, cosa che determina il tipo di superficie della corda, che può essere ruvida, semi-liscia e liscia.
Alcuni modelli di bassi sperimentali presentano delle corde in silicone.
Il basso tradizionale, nato come "evoluzione" del contrabbasso, presenta il suo stesso numero di corde, quattro, con la medesima accordatura: Sol, Re, La, Mi (in ordine di altezza dalla più acuta alla più grave).
Già negli anni settanta alcune aziende artigianali (come ad esempio l'Alembic) realizzavano bassi ad 8 corde (con ogni corda doppiata da un'altra accordata un'ottava più alta) creando un effetto simile alla chitarra a 12 corde.
Dopo lo scarso successo avuto dal Fender V Bass negli anni sessanta, tra il 1987 e il 1988 iniziarono ad avere sempre più mercato bassi a 5 corde (Sol, Re, La, Mi, Si come consuetudine anche se qualcuno optava per Do, Sol, Re, La, Mi) e poi anche a 6 corde (Do, Sol, Re, La, Mi, Si).
Con l'aumentare del livello tecnico dei musicisti e l'avvento di tecniche particolari di esecuzione come il tapping (ovvero suonare con entrambe le mani sulla tastiera dello strumento) il numero delle corde è salito considerevolmente, con strumenti in grado di ricoprire il registro sia della chitarra che del basso tradizionale.
Alcuni musicisti richiedono la realizzazione di bassi a 10 (5 in doppia corda come per l'8) o 12 corde (corde triple),
Tuttavia, nella storia del basso elettrico si trovano anche strumenti con due o addirittura una corda, prodotti da artigiani in grado di realizzare praticamente qualsiasi richiesta dei loro clienti.

### Pick-up
Anche il basso elettrico come la chitarra elettrica è amplificato tramite dei pick-up. Esistono vari modelli di pick-up che cambiano a seconda del genere per il quale il basso è progettato. Lo split-coil (chiamato "tipo Precision" o "P"), composto da due bobine ognuna con 4 magneti (due per corda).
Il single-coil (chiamato "tipo Jazz" o "J"), composto da un unico corpo allungato che interessa tutte le corde. Col tempo, di pari passo con il variare delle esigenze sonore degli artisti, si sono aggiunte altri tipi di pick-up: fra i più comuni ricordiamo l'humbucker ideato dalla Music Man, "MMH", costituito da due avvolgimenti paralleli con 2 magneti per corda e il formato "Soap-Bar" (cover più stretta di quella del MMH, può contenere al suo interno ogni tipo di pickup).
Solitamente i pick-up sono passivi, ma alcuni modelli (come lo StingRay e quasi tutti i bassi Music Man e poi gli EMG) hanno un preamplificatore integrato che necessita di alimentazione dedicata, tipicamente una batteria da 9 V.

### Circuiteria
Tutti i bassi elettrici dispongono di una circuiteria che permette il controllo sul suono dello strumento che può essere attiva o passiva.
Nei circuiti passivi si fa uso di pochi componenti elettronici, come potenziometri e condensatori, che possono solo modificare il volume e "tagliare" frequenze applicando un filtro passivo di tipo passa basso al segnale, variandone il tono. Il suono dello strumento sotto forma di segnale elettrico è quindi condotto all'amplificatore per mezzo di un cavo schermato.
Nei bassi elettrici attivi, come lo StingRay, è invece presente una circuiteria elettronica alimentata da batterie. Questa permette di equalizzare il suono con sofisticati filtri attivi, capaci di aumentare o diminuire il livello delle frequenze impostate anche fino a 20 decibel. Solitamente permettono di intervenire su due o tre bande di equalizzazione e vengono alimentate da una o, più raramente, da due batterie da 9 Volt. In genere questi strumenti presentano una circuiteria esclusivamente "attiva" o "passiva"; ciononostante alcuni modelli sono in grado tramite un selettore di ricorrere ad entrambe le soluzioni.

### Ponte
Il ponte è la struttura alla quale si ancorano le corde ed è fissato sulla superficie anteriore del corpo nella stragrande maggioranza dei casi. Di solito è fabbricato in metallo ed è fisso, ma in qualche caso anche in legno. Il ponte influisce molto sul timbro dello strumento e sul sustain delle corde. Può anche incorporare un pick-up piezoelettrico, sensibile alla vibrazione delle corde, che trasduce le vibrazioni di corde anche non metalliche, cosa che i pick-up magnetici non possono fare.

### Capotasto
Il capotasto, detto anche "nut", è la struttura posta al termine della tastiera, dal lato della paletta, su cui appoggiano le corde all'uscita dalle meccaniche. Viene costruito in vari materiali, come l'osso, materiali sintetici o metalli come l'ottone. Ha il compito di dare alle corde la corretta spaziatura e trasmettere al manico le vibrazioni.

### Truss rod
Il truss rod è un'asta metallica curva, di solito a concavità anteriore, contenuta nello spessore del manico che, sottoposta a tensione tramite un bullone installato ad una delle sue estremità, controbilancia la tensione esercitata sul manico stesso dalle corde evitando che si deformi, compromettendo la suonabilità e l'intonazione dello strumento.